# خط طول 164° غرب
خط الطول 164° غرب غرينتش هو خط طول يمتد من القطب الشمالي عبر المحيط القطبي الشمالي، وأمريكا الشمالية، والمحيط الهادئ، والمحيط الجنوبي، والقارة القطبية الجنوبية إلى القطب الجنوبي.
يشكل خط الطول 164° غرب مع خط الطول 16° شرق قطعًا بيضاويًا كبيرًا.

## من القطب إلى القطب
ينطلق خط طول 164° غرب من القطب الشمالي نحو القطب الجنوبي مرورا بالمناطق التي ترد في الجدول التالي:
| الإحداثيات                           | البلد أو الإقليم أو البحر | ملاحظات                                                            |
| ------------------------------------ | ------------------------- | ------------------------------------------------------------------ |
| 90°0′N 164°0′W / 90.000°N 164.000°W  | المحيط المتجمد الشمالي    |                                                                    |
| 71°44′N 164°0′W / 71.733°N 164.000°W | بحر تشوكشي                |                                                                    |
| 68°59′N 164°0′W / 68.983°N 164.000°W | الولايات المتحدة          | ألاسكا                                                             |
| 67°32′N 164°0′W / 67.533°N 164.000°W | بحر تشوكشي                | Kotzebue Sound                                                     |
| 66°36′N 164°0′W / 66.600°N 164.000°W | الولايات المتحدة          | ألاسكا — "شبه جزيرة سيوارد"                                        |
| 64°33′N 164°0′W / 64.550°N 164.000°W | بحر بيرنغ                 | Norton Sound                                                       |
| 63°15′N 164°0′W / 63.250°N 164.000°W | الولايات المتحدة          | ألاسكا — Yukon–Kuskokwim Delta                                     |
| 59°49′N 164°0′W / 59.817°N 164.000°W | بحر بيرنغ                 |                                                                    |
| 54°59′N 164°0′W / 54.983°N 164.000°W | الولايات المتحدة          | ألاسكا — أونيماك (جزيرة)                                           |
| 54°37′N 164°0′W / 54.617°N 164.000°W | المحيط الهادئ             |                                                                    |
| 60°0′S 164°0′W / 60.000°S 164.000°W  | المحيط الجنوبي            |                                                                    |
| 78°15′S 164°0′W / 78.250°S 164.000°W | القارة القطبية الجنوبية   | منطقة روس, المطالب الإقليمية بالقارة القطبية الجنوبية by نيوزيلندا |